# Christophe Robino
Christophe Robino est un homme politique monégasque.

## Biographie
Né le 21 octobre 1966, Christophe Robino est médecin néphrologue.
Il est membre du Conseil national depuis 2013.